# John Light
John Light (ur. 28 września 1972 w Birmingham) – angielski aktor kinowy, telewizyjny i teatralny.
Występował w sztukach: Gajusz Juliusz Cezar jako Marek Juniusz Brutus, Burza w Almeida Theatre, My Boy Jack w Hampstead Theatre, Między nami facetami (In the Company of Men), Patriota taki jak ja (A Patriot for Me) w Royal Shakespeare Company, Takty i gwizdki (Clocks and Whistles) w Bush Theatre, Makbet w National Youth Theatre.
Od 9 lutego 2006 roku spotykał się z Neve Campbell, z którą ożenił się 5 maja 2007 roku.

## Filmografia

### Filmy kinowe
- 2007: Odrzuceni (Partition) jako Walter Hankins
- 2006: Scoop – Gorący temat (Scoop) jako grający w pokera
- 2006: Drezno (Dresden) jako Robert Newman
- 2005: Armia Boga: Bunt (The Prophecy: Uprising) jako John Riegert/Szatan
- 2005: Armia Boga: Zapomnienie (The Prophecy: Forsaken) jako John Reigart/Szatan
- 2004: Heights jako Peter
- 2003: Dracula II: Odrodzenie (Dracula II: Ascension) jako Eric
- 2002: Cel wyższy (Purpose) jako John Elias
- 2001: Investigating Sex jako Peter

### Filmy TV
- 2003: Dobry papież (Il papa buono) jako młody Mattia Carcano
- 2003: Benedict Arnold: A Question of Honor jako John Andre
- 2003: Lew w zimie (The Lion in Winter) jako Godfryd II Plantagenet
- 2001: Trance jako Tony Deighton
- 2001: Lloyd i Hill (Lloyd & Hill) jako Colin Cochrane
- 1999: Niezwykła kariera pani Pollifax (The Unexpected Mrs. Pollifax) jako Robin Hughes-Wright
- 1999: Maria, Matka Jezusa (Mary, Mother of Jesus) jako Archanioł Gabriel
- 1998: Jabłecznik i Rosie (Cider with Rosie) jako przyjaciel Harold
- 1998: Prawdziwie angielskie małżeństwo (A Rather English Marriage) jako młody Reggie
- 1998: Nieznany Żołnierz (The Unknown Soldier) jako major Wethersby

### Seriale TV
- 2009: Four Seasons jako Simon Maxwell
- 2004: Północ-Południe (North & South) jako Henry Lennox
- 2003: Szpiedzy z Cambridge (Cambridge Spies) jako James Jesus Angleton
- 2002: Dalziel i Pascoe (Dalziel and Pascoe) jako detektyw Const. ‘Hat’ Bowler
- 2001: Kompania braci (Band of Brothers) jako porucznik Dobie
- 2001: Miłość w zimnym klimacie (Love in a Cold Climate) jako Christian
- 2000: Bill (The Bill) jako Tony Rourke
- 1998: The Jump jako Mario Brunos
- 1997: Bill (The Bill) jako Mark Fleck
- 1997: Holding On jako Kurt
- 1996: Cold Lazarus jako student Daniel
- 1996: Sprawa dla Frosta (A Touch of Frost) jako szeregowiec Meredith
- 1994: Żołnierz, żołnierz (Soldier Soldier) jako szeregowy Frank Floyd